# Juan Ignacio García Rodríguez
Juan Ignacio García Rodríguez (Santiago, 26 de junio de 1933-Santiago, 17 de julio de 2017) fue un abogado y funcionario público chileno, director del Registro Electoral y su sucesor, el Servicio Electoral de Chile, durante 36 años.

## Biografía
Nació en Santiago de Chile el 26 de junio de 1933, siendo sus padres Jorge García y Carolina Rodríguez. Realizó sus estudios primarios y secundarios en el Colegio de los Sagrados Corazones de Santiago, Padres Franceses, y posteriormente realizó sus estudios de Derecho en la Universidad de Chile, titulándose de abogado en 1958.
Entre 1960 y 1961 cursó estudios de Derecho Comparado en el Instituto Interamericano de Derecho de la Universidad de Nueva York, y entre 1961 y 1962 se desempeñó como abogado visitante en la oficina de abogados Sullivan & Cromwell de Nueva York.
El 1 de diciembre de 1964 inició sus funciones en la Dirección del Registro Electoral, desempeñándose como abogado de dicha institución y como prosecretario del Tribunal Calificador de Elecciones. En 1965 asumió como subdirector del Registro Electoral, y en dicho cargo le correspondió organizar eventos como las elecciones municipales de 1967, las elecciones parlamentarias de 1969 y la elección presidencial de 1970.
Ya instaurada la dictadura militar, el 9 de octubre de 1973 García fue nombrado integrante de la Comisión Ortúzar, específicamente en la subcomisión encargada de las inscripciones electorales, Ley de Elecciones y Estatuto de los Partidos Políticos. En julio de 1974 actuó como ministro de fe, junto al Conservador de Bienes Raíces de Santiago, en la destrucción de los registros electorales de Chile, que habían sido caducados en noviembre de 1973, posterior al golpe de Estado del 11 de septiembre. El 13 de junio de 1977 asumió como director titular del Registro Electoral, tras la renuncia de Andrés Rillón, y de forma simultánea se desempeñó en distintos periodos como subsecretario del Interior subrogante; estando en dicho cargo, en enero de 1978 negó la existencia de Londres 38 como centro de detención de la Dirección de Inteligencia Nacional (DINA), cuya existencia sería corroborada por Manuel Contreras en 1980.
El Servicio Electoral de Chile (Servel) fue creado mediante la Ley 18.556, publicada el 1 de octubre de 1986, iniciando sus funciones ese mismo día y siendo declarado sucesor legal de la Dirección del Registro Electoral; Juan Ignacio García asumió como director de la nueva institución, y bajo su gestión fueron reabiertos los registros electorales, se crearon las primeras direcciones regionales y se modernizó su planta institucional. El primer proceso eleccionario que organizó dirigiendo al Servel fue el plebiscito de 1988 que puso fin a la dictadura militar encabezada por Augusto Pinochet.
Como funcionario electoral, García participó en diversas elecciones a nivel internacional como observador, destacando la elección presidencial de Haití de 1990 y las elecciones generales de Sudáfrica de 1994 —las primeras tras el fin del apartheid—. En septiembre de 1989 suscribió, a nombre de Chile, el Protocolo de Quito, que reúne a los órganos electorales de América Latina y que luego integrará a la Unión Interamericana de Órganos Electorales (Uniore) y al Protocolo de Tikal, que a su vez reúne a los órganos electorales del Caribe, Canadá y Estados Unidos. También se desempeñó como profesor de Derecho Constitucional en la Universidad de Chile y la Pontificia Universidad Católica de Chile.
En mayo de 2012 anunció su retiro de la dirección del Servel, lo cual oficializó el 18 de febrero de 2013. Falleció en Santiago el 17 de julio de 2017.